# Эмблема Российской республики
Эмблема Российской республики — официальный временный символ Временного правительства (с 14 сентября — Российской республики) с 21 марта 1917 года до 10 июля 1918 года.

## История

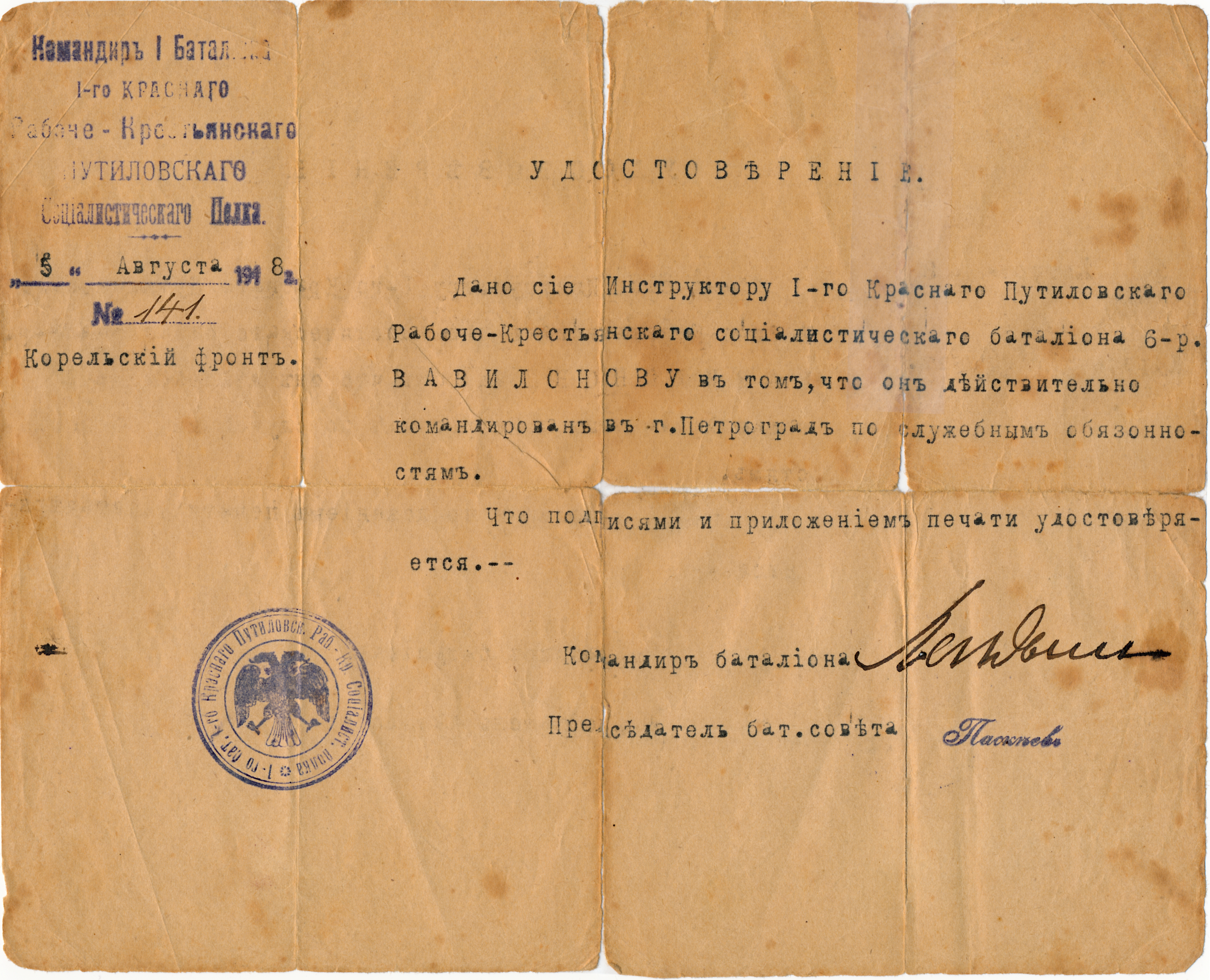
Удостоверение инструктора 1-го Красного Путиловского Рабоче-Крестьянского социалистического батальона от 5 августа 1918 года с печатью, содержащей изображение двуглавого орла

Эскиз эмблемы был разработан группой специалистов, в которую входили известные геральдисты и художники Владислав Лукомский, Сергей Тройницкий, Георгий Нарбут и Иван Билибин. Считая, что новую эмблему может утвердить только Учредительное собрание, они предложили использовать в качестве временного символа двуглавого орла эпохи великого князя московского Ивана III Великого без атрибутов царской власти.
Эскиз эмблемы выполнил художник И. Я. Билибин, затем его утвердили председатель Временного правительства князь Г. Е. Львов и министр иностранных дел П. Н. Милюков как образец для печати Временного правительства. Опубликован рисунок был 7 апреля 1917 года в «Собрании узаконений и распоряжений Правительства». Поскольку в своих основных чертах эмблема представляла собой двуглавого орла Российской империи, лишённого государственно-монархической атрибутики, в народе она получила уничижительное прозвище «ощипанная курица».
Эмблема имела официальное хождение до принятия 10 июля 1918 года Конституции РСФСР, по которой вводился герб нового государства. Однако она фактически использовалась и после 10 июля 1918 года в связи с техническими сложностями оперативного изготовления новых печатей и клише — например, на армавирских монетах, выпускавшихся местными сторонниками Советской власти, а также на первой серии советских банкнот 1918 года.
18 декабря 1991 года на заседании правительства России под председательством Б. Н. Ельцина обсуждался вопрос нового государственного герба. Одним из вариантов был возврат к проекту 1917 года. В 1992 году изображение даже снова появилось на монетах, однако в качестве официального герба утверждено так и не было, став впоследствии эмблемой Центрального банка. Из-за того, что рисунок продолжал воспроизводиться на денежных знаках, часть населения ошибочно воспринимала его как герб страны. В 2015 году было принято решение поместить на аверсы выпускаемых монет Государственный герб Российской Федерации.